# Гашунська Гобі
Гашу́нська Го́бі — рівнина між східними відрогами Тянь-Шаню і Хамійською улоговиною на півночі і горами Бейшань на півдні, у Сіньцзян-Уйгурському автономному районі Китаю.
Рельєф полого-хвилястий, з складним лабіринтом широких лощин, розділених плоскими пагорбами і скелястими пасмами відносної висоти до 100 м. Кам'яниста, частково галькова безводна пустеля; у замкнутих депресіях — солончаки.
Клімат різко континентальний; найбільші температури влітку до 40 °C, найменші взимку до —32°С. Опадів менше 50 мм на рік.
Рослинність сильно розріджена; по тимчасово зволожуваних руслах — одиночні кущі тамариску, зайсанського саксаулу, селітрянки; однорічні солянки.
Серед тварин — джейран, дикий осел — кулан-джігетай, дикий верблюд, багато гризуни і плазунів.